# 天主教西隆总教区
天主教西隆总教区（拉丁語：Archidioecesis Shillongensis），是羅馬天主教會以印度梅加拉亚邦首府西隆為中心的一個總主教區。範圍包括邦的東部，並轄五個教區。
2006年有教友230,150名，佔轄區總人口僅百分之26.0。由128名司鐸名管理22個堂區。現任教區總主教為多明我‧賈拉。
1889年12月13日建立阿薩姆監牧區。1934年7月9日升為西隆教區。1969年6月26日升為古瓦哈蒂暨西隆總教區。1992年3月30日教區一分為二。